# Literatura de Bolivia
Bolivia cuenta con una rica tradición oral, manifestada en mitos, leyendas, cuentos, etc., que por falta de políticas de Estado no son difundidas. La población boliviana, compuesta en su mayoría por indígenas y mestizos, ha enriquecido la literatura nacional con diversos matices, criollos o de otra índole, para convertirla en lo que apreciamos en la actualidad: una literatura rica, oriunda de las tierras bajas :Amazonia, de los valles y de los Andes bolivianos. 
La literatura de Bolivia se encuentra en un proceso de crecimiento, añadiéndose a los nombres canónicos como Adela Zamudio, Óscar Alfaro y Franz Tamayo otros de autores recientes.

## Historia

### Precolonial y colonial

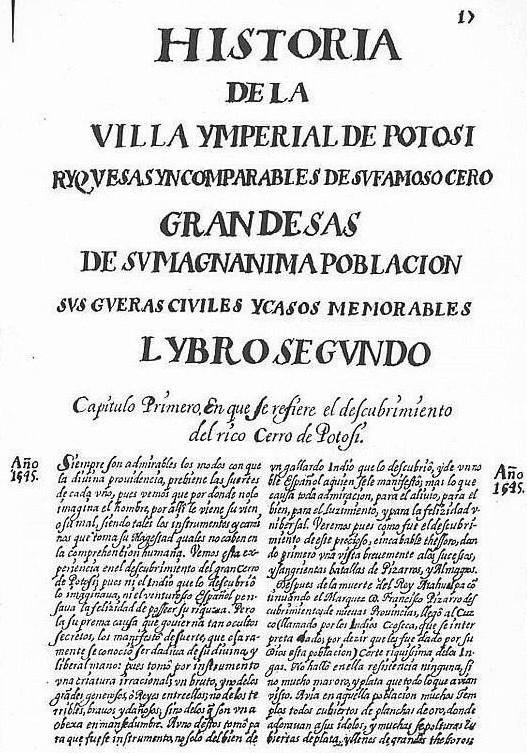
Historia de la Villa Imperial de Potosí, segundo libro

Los incas desarrollaron los quipus, que eran un sistema mnemotécnico de cuerdas y nudos de lana o algodón utilizados para registro contable de bienes, recursos y acontecimientos más importantes, como también hay pinturas rupestres y petroglifos de la época precolombina. En cambio, carecieron del lenguaje escrito, y cuanto se conoce y sabe de ellos es lo que los cronistas españoles reprodujeron en sus escritos como recogido directamente de la transmisión oral de los incas, curacas, generales y amautas, no solamente en lo relativo al sistema político-social, culto, tradiciones, cultura, etc., de los antiguos pobladores del lago y el altiplano, como los antis y otras culturas sumergidas en el enigma, por ejemplo, la Tiahuanaco.
De la literatura quechua solo existen hermosas canciones y leyendas orales, poesías, himnos religiosos y relatos heroicos.
La poesía lírica de los quechuas iba acompañada de música, lo que equivale a decir que era cantada. La preocupación de sus sacerdotes y de sus poetas iba encaminada a rendir homenaje a los dioses, se le cantaba en las siembras, en la paz y en la guerra, en la sequía y en la fiesta anual.
En el periodo colonial se destacaron escritores como Antonio de la Calancha y Vicente Pazos Kanki, pero es a Bartolomé Arzáns de Orsúa y Vela a quien corresponde el honor de ser considerado el autor de la primera obra de la literatura boliviana: Historia de la Villa Imperial de Potosí.

### SiglosXIXyXX
A inicios de la vida republicana sobresale Juan Wallparrimachi, hijo adoptivo de los esposos Padilla Azurduy, Durante buena parte del siglo XIX, el historiador Gabriel René Moreno es el principal referente de las letras bolivianas.
Las primeras obras literarias aparecen a fines del XIX e inicios del XX con autores como Nataniel Aguirre, Ricardo Jaimes Freyre, Alcides Arguedas, Franz Tamayo, Gregorio Reynolds, Jaime Mendoza y Armando Chirveches. Durante la primera mitad del siglo XX se destacan además Adela Zamudio, Lindaura Anzoategui Campero, Demetrio Canelas, Abel Alarcón, Tristán Marof, Enrique Finot, Félix del Granado, entre otros:

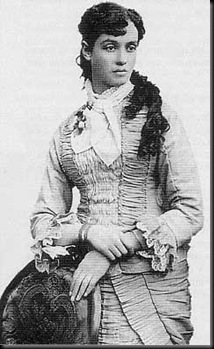
Adela Zamudio, una de las principales figuras de la literatura boliviana

Durante la segunda mitad del mencionado siglo se acentúan las obras literarias nacionalistas, destacándose escritores como: Raúl Otero Reiche, Augusto Céspedes, Javier del Granado, Carlos Medinaceli, Antonio Díaz Villamil, Óscar Alfaro, Raúl Botelho Gosálvez, Joaquín Aguirre Lavayén. Por otra parte, se consagran autores que marcan una nueva manera de hacer literatura universal en Bolivia, como Jaime Sáenz, Óscar Cerruto, Julio de la Vega, Jesús Urzagasti, Jesús Lara, Renato Prada Oropeza, Eduardo Mitre, Pedro Shimose, Néstor Taboada Terán, Gastón Suárez.

### SigloXXI

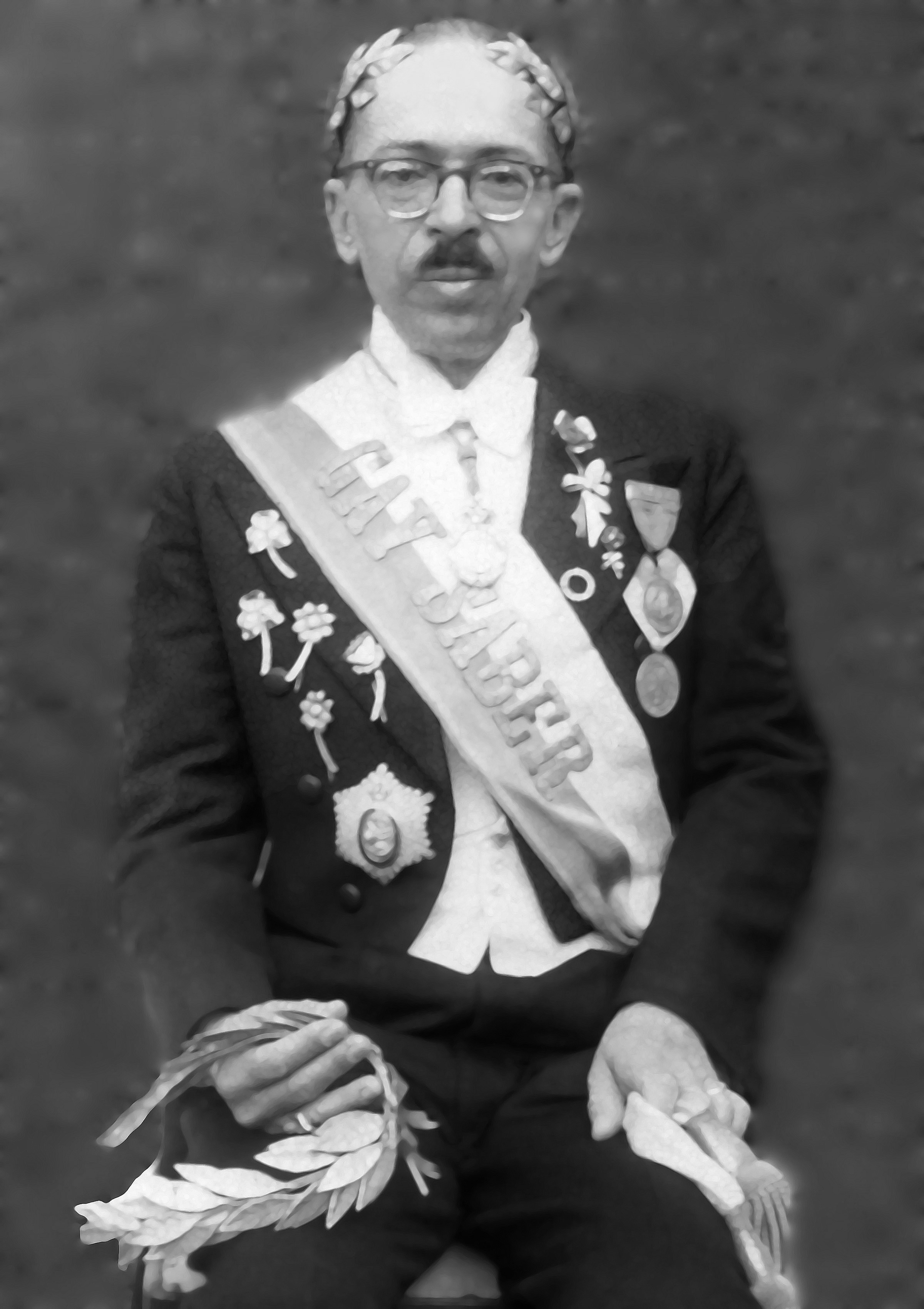
Javier del Granado, poeta del nacionalismo revolucionario

Dentro del panorama literario contemporáneo se destacan escritores de distintos géneros, muchos de ellos impulsados por el Premio Nacional de Novela creado en 1998. Magela Baudoin, Liliana Colanzi, Gonzalo Lema, Edmundo Paz Soldán, Wolfango Montes, Cé Mendizábal, Ramón Rocha Monroy, Homero Carvalho, Juan de Recacoechea, Víctor Montoya, Adolfo Cárdenas, Giovanna Rivero, Wilmer Urrelo, Rodrigo Hasbún, Víctor Hugo Viscarra, Claudio Ferrufino-Coqueugniot, Sebastián Antezana, Ronnie Piérola Gómez son los principales referentes.

## Escritores
- Gregorio Reynolds
- Gustavo Adolfo Navarro
- Gustavo Adolfo Otero
- Iris Kiya
- Isabel Mesa de Inchauste
- Jaime Mendoza Gonzales
- Jaime Sáenz
- Javier del Granado
- Jesús Lara
- Juan Claudio Lechín
- Luciano Durán Boger
- Manuel Rigoberto Paredes Iturri
- Manuel Vargas
- Marcelo Quiroga Santa Cruz
- María Josefa Mujia
- Natalia Palacios
- Nataniel Aguirre
- Nazario Pardo Valle
- Óscar Alfaro
- Óscar Cerruto
- Pedro Shimose
- Pilar Pedraza Pérez del Castillo
- Porfirio Díaz Machicao
- Raúl Otero Reiche
- Renato Prada Oropeza
- Ricardo Jaimes Freyre
- Rodrigo Urquiola Flores
- Ronnie Piérola Gómez
- Sergio Suárez Figueroa
- Víctor Hugo Arévalo Jordán
- Víctor Montoya
- Jesús Urzagasti
- Yolanda Bedregal
- Bartolomé Arzans de Orsua y Vela
- Klaus von Hohenfriedeberg

## Novelas representativas
En agosto de 2009 se celebró el Encuentro sobre la novela boliviana en el Centro Pedagógico Simón I. Patiño. Se reunieron 31 personalidades del ámbito de la literatura —escritores, académicos y directores de revistas y suplementos literarios— para elaborar la lista de las diez novelas más representativas del país y cinco textos adicionales.
| Diez Novelas más Representativas de la Literatura Boliviana |                                                         |                    |                                  |                               |
| N° | Novela                                                  | Año de publicación | Autor                            | Lugar de nacimiento del autor |
| 1 | Juan de la Rosa                                         | 1885               | Nataniel Aguirre                 | Cochabamba                    |
| 2 | Felipe Delgado                                          | 1979               | Jaime Sáenz                      | La Paz                        |
| 3 | Jonás y la ballena rosada                               | 1987               | Wolfango Montes Vannuci          | Santa Cruz de la Sierra       |
| 4 | Los deshabitados                                        | 1959               | Marcelo Quiroga Santa Cruz       | Cochabamba                    |
| 5 | Tirinea                                                 | 1969               | Jesús Urzagasti                  | Gran Chaco                    |
| 6 | La chaskañawi                                           | 1947               | Carlos Medinaceli                | Sucre                         |
| 7 | El otro gallo                                           | 1990               | Jorge Suárez                     | Los Yungas                    |
| 8 | Aluvión de fuego                                        | 1935               | Óscar Cerruto                    | La Paz                        |
| 9 | Matías, el apóstol suplente                             | 1971               | Julio de la Vega                 | Santa Cruz de la Sierra       |
| 10 | Raza de bronce                                          | 1919               | Alcides Arguedas                 | La Paz                        |
| Cinco Novelas Sugeridas |                                                         |                    |                                  |                               |
| 1 | Íntimas                                                 | 1914               | Adela Zamudio                    | Cochabamba                    |
| 2 | Selección de la Historia de la Villa Imperial de Potosí | 1965               | Bartolomé Arzáns de Orsúa y Vela | Potosí                        |
| 3 | El loco                                                 | 1966               | Arturo Borda                     | La Paz                        |
| 4 | La virgen de las siete calles                           | 1975               | Alfredo Flores                   | Santa Cruz de la Sierra       |
| 5 | El run run de la calavera                               | 1983               | Ramón Rocha Monroy               | Cochabamba                    |
| Fuente: Ministerio de Culturas (2009). Seleccionadas en el Encuentro sobre la novela boliviana efectuado del 22 al 23 de agosto en el Centro Pedagógico Simón I. Patiño |                                                         |                    |                                  |                               |

Estos textos fueron declarados las 15 novelas fundamentales de Bolivia por el Ministerio de Culturas a fines de 2011 y al año siguiente estas fueron publicadas con el apoyo de Plural editores, Santillana Ediciones, grupo editorial La Hoguera, editorial Juventud y la embajada de España en Bolivia.
Con anterioridad, en 1983, Carlos Mesa, a través del vespertino Última Hora, realizó una encuesta entre críticos y escritores con el fin de determinar las mejores novelas bolivianas. Participaron 47 personalidades que mencionaron a 69 autores y 91 textos. Entre los 10 primeros títulos, 7 figuran en la nueva lista (algunos incluso coinciden en el lugar ocupado), y entre los 5 siguientes hay otro más.
| 15 Mejores Novelas de la Literatura Boliviana. Encuesta de 1983                                            |                             |                    |                            |                               |       |
| N° | Novela                      | Año de publicación | Autor                      | Lugar de nacimiento del autor | Votos |
| 1 | Juan de la Rosa             | 1885               | Nataniel Aguirre           | Cochabamba                    | 43    |
| 2 | Raza de bronce              | 1919               | Alcides Arguedas           | La Paz                        | 36    |
| 3 | La chaskañawi               | 1947               | Carlos Medinaceli          | Sucre                         | 35    |
| 4 | Los deshabitados            | 1959               | Marcelo Quiroga Santa Cruz | Cochabamba                    | 32    |
| 5 | Aluvión de fuego            | 1935               | Óscar Cerruto              | La Paz                        | 29    |
| 6 | Metal del diablo            | 1946               | Augusto Céspedes           | La Paz                        | 24    |
| 7-8 | Matías, el apóstol suplente | 1971               | Julio de la Vega           | Santa Cruz de la Sierra       | 17    |
| 7-8 | Manchay Puytu               | 1977               | Néstor Taboada             | La Paz                        | 17    |
| 9-10 | Felipe Delgado              | 1979               | Jaime Sáenz                | La Paz                        | 16    |
| 9-10 | Tierras hechizadas          | 1932               | Adolfo Costa Du Rels       | Sucre                         | 16    |
| 11-12 | La candidatura de Rojas     | 1909               | Armando Chirveches         | La Paz                        | 15    |
| 11-12 | Tirinea                     | 1969               | Jesús Urzagasti            | Gran Chaco                    | 15    |
| 13 | Los fundadores del alba     | 1969               | Renato Prada Oropeza       | La Paz                        | 13    |
| 14-15 | En las tierras de Potosí    | 1911               | Jaime Mendoza Gonzales     | Sucre                         | 11    |
| 14-15 | Yanakuna                    | 1952               | Jesús Lara                 | Muela, Cochabamba             | 11    |
| Fuente: Las diez mejores novelas de la literatura boliviana, encuesta de Carlos Mesa, Plural, La Paz, 2005 |                             |                    |                            |                               |       |

## Biblioteca del Bicentenario
A partir de 2014 se desarrolla el proyecto Biblioteca del Bicentenario de Bolivia, proyecto estatal que prevé la publicación de una selección de 200 títulos de libros considerados indispensables para comprender el pasado y el presente de Bolivia, esta selección incluye obras de literatura, así como documentos históricos y compilaciones.